# Carl Gustav Jung
Carl Gustav Jung (født 26. juli 1875 i Kesswil i Thurgau i Schweiz, død 6. juni 1961 i Küsnacht i Schweiz) var en schweizisk psykiater. Han videreudviklede dybdepsykologien – i forhold til Sigmund Freud - med begreber som ”det kollektive ubevidste” og ”arketyper”, hvorved han forsøgte at forklare religiøse erfaringer. Hans retning kaldes analytisk psykologi eller jungiansk psykologi samt jungiansk terapi, der er en særlig dybdeterapi. Tilhængere af hans retning kaldes jungianere.

## Liv
C.G. Jungs forældre var præsten Johann Paul Achilles Jung (1842-1896) og Emilie Jung, født Preiswerk (1848-1923). Hans søster Gertrud blev født i 1884 og døde i 1935.
Fra 1895 studerende Jung medicin ved universitetet i Basel. Under sit studium specialiserede han sig i psykiatri.
Efter sin eksamen i 1900 arbejdede han som assistent for Eugen Bleuler på det psykiatriske universitetshospital i Zürich. I løbet af denne tid førte hans observationer af skizofrene patienter til hans afhandling Om såkaldt okkulte fænomeners psykologi og patologi (1902). Han forskede i hjernevævsprøver og arbejdede med den dengang populære hypnose for at helbrede symptomerne på psykisk sygdom.
I 1903 blev han gift med Emma Rauschenbach (1882-1955). Hun skrev som ”Emma Jung” om Den Hellige Gral og om anima og animus. Hun var ikke kun en vigtig samtalepartner og kritiker af hans tekster, men hjalp ham også i hans arbejde ved at overtage skrivearbejdet. Fra 1930 arbejdede hun selv som analytiker. De fik fem børn: Agathe Niehus-Jung (født 1904), Gret Baumann-Jung (født 1906), Franz Jung-Merker (født 1908), Marianne Niehus-Jung (født 1910) og Helen Hoerni-Jung (født 1914).
I 1905 fik Jung habilitation (den højeste akademiske grad) med afhandlingen Diagnostiske associationsstudier: Bidrag til den eksperimentelle psykopatologi. Samme år blev han overlæge ved det psykiatriske universitetshospital i Zürich og blev udnævnt til overordentlig professor (assisterende professor) i psykiatri ved Zürich Universität.
Hans habilitationsafhandling blev offentliggjort i 1906 og bragte ham den første internationale anerkendelse. I 1907 fulgte hans bog Om psykologien i Dementia praecox. I 1909 åbnede han en privatpraksis i sin nye bopæl i Küsnacht ved Zurichsøen.
I 1907 mødte han Sigmund Freud i Wien. I årene forud var han blevet en tilhænger af Freud og hans synspunkter, omend han mente, at Freud lagde for stor vægt på seksualitetens betydning for personlighedsdannelsen. Ved deres første møde talte de sammen i 13 timer. Jung var imponeret over Freuds usædvanlige intelligens og skarpsindighed. Men han kunne ikke give ham ret i hans syn på seksualiteten.
Freud mente, at seksuelle forhold er en grundlæggende faktor bag menneskers handlinger, herunder neurotiske handlinger. Selv åndelige manifestationer som kunst og litteratur så han som fortrængt seksualitet. Det, han ikke umiddelbart kunne forklare som seksualitet, kaldte han ”psykoseksualitet”.
Et andet konfliktpunkt var deres forskellige holdninger til religion og det irrationelle. Jung tog såkaldte parapsykologiske fænomener alvorligt, mens Freud afviste dem som "nonsens". Jung var skuffet over Freuds holdning og tilskrev den hans "materialistiske fordomme".
Forskellene mellem de to blev stadig større. I slutningen af 1912 kom det til et brud, efter at Jung havde udgivet sin bog Transformationer og symboler på libido. I bogen kritiserede han Freuds begreb om libido (psykisk energi), "som gik ud fra den primære betydning af sexlysten, der stammer fra det respektive individs barndom", mens Jung var af den opfattelse, "at definitionen af libido skal udvides, at begrebet skal udstrækkes til, at universelle adfærdsmønstre, som er fælles for mange forskellige kulturer i forskellige historiske perioder, også vil være dækket af det." 
Freud erklærede derefter, at han ikke kunne betragte Jungs arbejde og udsagn som en legitim fortsættelse af sin psykoanalyse. I januar 1913 opsagde han skriftligt venskabet.
Samme år ophørte Jung med at undervise ved universitetet i Zürich. Fra da af arbejdede han i sin egen praksis. Samtidig havde han en fase med indre orientering og psykologisk pres. Fra 1913 begyndte han i stigende grad at hengive sig til sit ubevidste, sine drømme og fantasier, samt at rekapitulere sin barndom.
I 1920’erne og 1930’erne foretog han omfattende rejser. Han ville studere fremmede folkeslag for at finde materiale til sin teori om ”det kollektive ubevidste”. I 1924-25 rejste han til puebloindianerne i Nordamerika. I 1925-26 rejste han til de indfødte stammer på Mount Elgon i Østafrika. Han ville gerne øge sin forståelse af "primitiv psykologi" gennem samtaler med de kulturelt isolerede beboere i dette område.
I 1937 rejste han til Indien. Her fik han et stærkt indtryk af den indiske kultur. Hinduistisk filosofi og religion kom derefter til at spille en stor rolle i hans forståelse af det ubevidstes liv.
I 1930’erne fik nazismen stadig mere magt. Jung forsøgte at forklare Hitler og nazismen ud fra en psykologisk synsvinkel. Han beskrev Hitler som en "rørt" og "besat". Hermed mente han, at Hitler var overvældet af indhold fra det kollektive ubevidste. Han var under kommando fra en "højere magt", som han tvangsmæssigt fulgte. Hitler repræsenterede for tyskerne, hvad der levede i "det tyske folks ubevidste" - hvilket var grunden til, at andre nationer ikke kunne forstå tyskernes fascination af ham.
Hitler afledte således sin magt fra sit folk. Uden det tyske folk ville han ikke være noget. Han legemliggjorde det ubevidste i Tyskland. Ifølge Jung talte hele den tyske underbevidsthed fra Hitlers læber.
I denne psykiske funktion ville Hitler mest svare til medicinmanden, ypperstepræsten, seeren eller lederen af et primitivt samfund, for han virkede som om han besad magi. Han havde faktisk en "magisk" effekt, nemlig gennem det ubevidste. Han var "højtaleren, der forstærker den tyske sjæls uhørlige mumlen, indtil den kan høres af tyskernes ubevidste øre". Han spillede rollen som formidler af tyskernes ubevidste ytringer. Efter Jungs mening var det billedet af den nordiske gud Odin, der blev aktiveret, men på en destruktiv måde. Han mente også, at tyskerne havde et mindreværdskompleks, hvilket var en nødvendig forudsætning for deres "messianisering" af Hitler.
Jung offentliggjorde gennem hele livet sine refleksioner og synspunkter. I årene 1910-1914 var han præsident for The International Psychoanalytic Association. I 1934 blev han præsident for General Medical Society for Psychotherapy. I 1935 blev han titulær professor ved Eidgenössische Technische Hochschule i Zürich. I 1936 blev han æresdoktor ved Harvard Universitet og senere universiteterne i Kolkata, Benares, Allahabad og Oxford Universitet.
I 1943 blev han professor i medicinsk psykologi ved Basel Universitet, men han tog sin afsked allerede året efter i forbindelse med et hjertestop. Derefter levede han et mere privat liv. Han fortsatte dog sin forskning i det kollektive ubevidste, specielt angående religionens betydning for psyken.
C.G. Jung døde den 6. juni 1961 i sit hus i Küsnacht.

## Psykologi

### Bevidstheden og det ubevidste
Jungs psykologi, der også kaldes ”analytisk psykologi” eller ”jungiansk psykologi”, er en retning inden for dybdepsykologien. Ifølge Jungs psykologi er menneskets psyke grundlæggende delt op i to områder: bevidstheden  og det ubevidste.
Bevidstheden består af de psykiske indhold (erindringer, tanker, følelser, forestillinger), som er stillet i direkte forbindelse med jeget, dvs. som kan opfattes direkte af jeget. Bevidstheden er alt det, som man (jeget) under normale omstændigheder er bevidst om. Med andre ord: Bevidstheden er alt det, man sanser, ved og husker.
Jeget er bevidsthedens centrum. Det er en betingelse for, at noget er bevidst; for et psykisk indhold er kun bevidst, hvis det er stillet i direkte forbindelse med jeget.
Det ubevidste består af de psykiske indhold, som ikke kan opfattes direkte af jeget. Det ubevidste er med andre ord alt det, som man ikke er bevidst om, men som alligevel er en del af den samlede psyke, og som udøver en – ubevidst – indflydelse på ens handlinger og reaktioner. Der kan for eksempel være vigtige, men glemte, hændelser i ens liv, der har betydning for, hvordan man reagerer i bestemte situationer. Om det ubevidste gælder det, at det under særlige omstændigheder kan gøres bevidst – f.eks. under psykoterapi.
Det ubevidste deler Jung igen op i to dele: det personlige ubevidste og det kollektive ubevidste. Det personlige ubevidste er de psykiske indhold, der er specielle for det enkelte menneske. Det er de indhold, der er blevet oplagret i det ubevidste i løbet af personens liv, men som er glemt eller fortrængt. Det kan for eksempel være en fortrængt erindring om et seksuelt overgreb i barndommen.
Det kollektive ubevidste er de psykiske indhold, der ikke er specielle for det enkelte menneske, men som er fælles for alle mennesker, og som individet ikke er bevidst om. Det er instinkterne, som alle mennesker er fælles om (f.eks. kamp- eller flugt-instinktet), og det er de universelle forestillinger, som alle mennesker ligeledes er fælles om. Se figur 1.
De universelle forestillinger - der kendes fra myter, eventyr, drømme og visioner - er f.eks. forestillingen om Gud, forestillingen den gamle vismand og forestillingen om det hellige bryllup (hieros gamos). Disse forestillinger kalder Jung arketyper. Mere præcist er arketyperne kollektivt nedarvede dispositioner til bestemte typer forestillinger.
Jung skelner mellem arketypen i sig selv og den arketypiske forestilling. Arketypen i sig selv er ikke en forestilling, men er det, der giver anledning til forestillingen. Et eksempel: Der findes mange forestillinger om ”Gud” i verdensreligionerne: den kristne Gud, Jahve, Allah, osv. Men alle disse Gudsforestillinger er udsprunget af den samme arketype – Gudsarketypen - som er fælles for alle mennesker.
Bevidstheden udgør kun en lille del af den samlede psyke. Jung sammenligner forholdet mellem bevidstheden og det ubevidste med forholdet mellem en ø og oceanet. Ydermere er det ubevidste historisk set den oprindelige psyke, som bevidstheden er vokset frem af. Bevidstheden er et relativt sent fænomen.
Selvet er Jungs betegnelse for den totale pykes centrum. Det er altså centrum for både bevidstheden og det ubevidste. Jung beskriver således selvet som et punkt midt imellem bevidstheden og det ubevidste. Det er det ”dybere jeg” – det jeg, der repræsenterer den totale psyke. Se figur 2.

### Det ubevidstes kompensatoriske funktion
Om forholdet mellem bevidstheden og det ubevidste siger Jung, at det ubevidste har en kompensatorisk funktion i forhold til bevidstheden. Det vil sige: Det ubevidste forsøger at udligne bevidsthedens indstilling, hvis denne er for ensidig. Det ubevidste vil i så fald indtage den modsatte indstilling. Udtrykket ”kompensatorisk” skal ikke forstås som ”bekæmpende”. Det ubevidste tilsigter med sin kompensation ikke at bekæmpe bevidstheden, men at supplere den for at undgå en farlig ensidighed.
Jung giver et eksempel på princippet. En af hans patienter, en aristokratisk dame, havde en bevidst indstilling om, at hun skulle være en pæn og fornem dame. Imidlertid havde hun om natten gentagne drømme om beskidte fiskekællinger og berusede prostituerede. Han så det som et eksempel på det ubevidstes kompensatoriske funktion i forhold til bevidsthedens indstilling. Kvinden fornægtede en bestemt side af sig selv – den primitive kvindelighed – og så sørgede det ubevidste for at bringe den side frem.
Det samme fænomen ser han i forbindelse med neuroser. En neurose, hvor ubehagelig den end måtte være, har et formål, siger han. Hvis man har en neurose, skal man spørge sig selv, hvad psykens mening er med at udvikle den. Neurosen er i virkeligheden psykens forsøg på at helbrede sig selv. Den er et forsøg på at genoprette en balance, der er blevet forstyrret. På det punkt ligner den drømmene, blot er den kraftigere og mere drastisk.
Det er en misforståelse at tro, at man kan bekæmpe og overvinde ”det onde”, siger Jung. Det onde er en så grundlæggende del af psyken, at det ikke kan overvindes fuldstændigt. Et sådant forsøg kan ende i en psykisk katastrofe. Man vil blot fortrænge det onde til det ubevidste, hvor det – ifølge kompensationsprincippet – vil yngle videre og eventuelt komme frem i et ukontrolleret udbrud, der kan udløse en psykose. Hvis det onde – f.eks. aggressioner og hævntanker – er gjort bevidst, er den farlige spænding mindsket, og man kan bedre styre det.
Om arketyperne i det kollektive ubevidste siger han, at der i enhver arketype er en modsætningsstruktur. Det vil sige: Enhver arketype indeholder de ”omfattende” modsætningspar: godt og ondt, det lyse og det mørke, det dybeste og det højeste, begyndelse og ende. Modsætningsstrukturen er en forudsætning for den ladning af psykisk energi, som alle arketyper har. Psykisk energi kan kun tilvejebringes ved en spænding mellem et eller flere modsætningspar. Hvis der ikke var noget modsætningspar i psyken, ville der ingen spænding være, og uden spænding ville der ingen energi være, og uden energi ville psyken være ubevægelig og død.

### Persona
Bevidsthedens indstilling viser sig blandt andet i den persona, man har over for andre mennesker. ”Persona” er Jungs betegnelse for den ”maske” eller ”rolle”, som det enkelte menneske har over for andre mennesker og samfundet. Udtrykket stammer fra det antikke drama, hvor ”persona” var betegnelsen for den maske, som skuespilleren bar for at fremstille rollens personlighed. Personaen er ofte et kompromis mellem individet og samfundet om, hvordan man bør opføre sig.
Personaen tager hos nogle mennesker form af den rolle, som et embede giver dem – ofte i en sådan grad, at de identificerer sig med embedet. Jung siger herom:
”Identifikationen med embede eller titel har … noget forførende over sig, hvorfor så mange mænd overhovedet ikke er noget andet end den værdighed, som samfundet har tilstået dem. … Man ville bag de flotte staffering kun finde et ynkeligt lille menneske. Derfor er embedet … så forførende: Det udgør en billig kompensation for personlige utilstrækkeligheder.” 
Det kan desuden være farligt at identificere sig med et idealbillede, siger Jung. Så kommer man til at lide under sin egen perfektionisme. Så vil man fortrænge alle ens ufuldkomne sider til det ubevidste, og derved kan der opstå psykiske forstyrrelser – f.eks. hos den pæne mand, der har skjulte aggressioner. I det hele taget er identifikation med persona en kilde til neuroser. Man kan ikke ustraffet skille sig af med vigtige dele af sig selv til fordel for en kunstig personlighed.
På den anden side mener Jung, at det er nødvendigt, at man udvikler en persona, hvis man vil begå sig i samspillet med andre mennesker. De andre skal vide, hvor de har én i dette samspil, og det gør de i kraft af ens persona. Man skal blot ikke identificere sig med sin persona. Man skal spille sin rolle, når det er nødvendigt, og lægge den fra sig, når det er muligt.

### Skyggen
”Skyggen” er Jungs betegnelse for den kompensation for bevidsthedens indstilling, som det ubevidste skaber. Den udgør den del af psyken, som jeget ikke vil kendes ved, og som er forsømt af bevidstheden, f.eks. den primitive kvindelighed hos den aristokratiske dame:
”Enhver er fulgt af en skygge, og jo mindre denne er integreret i personens bevidste liv, jo sortere og tykkere er den.” 
I H.C. Andersens eventyr Skyggen (fra 1847) fremstilles dette fænomen. Eventyret handler om en lærd mand, som skriver bøger om, hvad der er sandt i verden, hvad der er godt, og hvad der er smukt. Hermed fremstilles hans bevidstheds ensidige indstilling: Jeget vil det gode, det sande og det smukke. Derved kommer skyggen tilsvarende til at bestå af det onde, det falske og det grimme. På et tidspunkt møder manden sin egen skygge (i bogstavelig forstand). Denne taler til ham, manipulerer med ham og får efterhånden magten over ham.
Da skyggen som regel er ubevidst for jeget, optræder den ofte projiceret, siger Jung. For eksempel kan en racist projicere sin skygge over på personer med en anden hudfarve. Under nazismens epoke i Tyskland projicerede de ”ariske” nazister deres skygge over på de ”mindreværdige” jøder – som de derefter kunne undertrykke og forfølge.
Det må dog understreges, at skyggen ifølge Jung ikke altid er noget negativt. Den er blot en kompensation for bevidsthedens indstilling, hvad enten denne er positiv eller negativ. Skyggen er det, der af jeget opfattes som pinligt eller farligt, men som ikke nødvendigvis er det - f.eks. glæde og kreativitet.

### Anima og animus
Jung bruger betegnelsen anima om den ubevidste kvindelighed hos manden. Tilsvarende er animus den ubevidste mandlighed hos kvinden. Da man normalt ikke vil vedkende sig, at man har det modsatte køns egenskaber, sker der en fortrængning af disse. Anima og animus kommer derved til at stå i et modsætningsforhold til ens persona.
Jung mener, at der i forelskelsen sker en projektion af henholdsvis anima og animus. Om mandens projektion af anima siger han:
”… manden ligger i sit kærlighedsvalg ofte under for fristelsen til at vinde den kvinde, der bedst svarer til den specielle art af hans egen ubevidste kvindelighed, altså en kvinde, som så kritikløst som muligt kan optage projektionen af hans sjæl. Uagtet et sådant valg oftest anses og føles som et idealtilfælde, kan det lige så godt være sin egen værste svaghed, som manden på denne måde synligt gifter sig med. (Dette turde forklare mange højst mærkværdige ægteskaber!)” 
Tilsvarende sker der hos kvinden en projektion af animus. Også her kan der være tale om, at hun projicerer sin værste svaghed over på manden. Mange kvinder har gennem tiden spurgt: ”Hvorfor falder jeg altid for de forkerte mænd?” Ifølge Jung ligger svaret i deres animus. Han mener, at disse kvinder vil have stor gavn af at blive bevidstgjort om deres skjulte mandlighed. Så længe svagheden ikke er bevidst, vil den skabe problemer.

### Individuation
I Jungs sprogbrug betyder individuation personlighedsudvikling eller selvudvikling. Jung bruger begrebet om den psykiske udviklingsproces, der gør det enkelte menneske til det bestemte enkeltvæsen, det nu engang er. Individuation er med andre ord en proces, der fører det enkelte menneske fra at identificere sig med jeget til at erfare selvet – det dybere jeg (se figur 2). For at erfare selvet må mennesket gennemgå en bevidstgørelsesproces, hvorunder indhold fra det ubevidste bliver gjort bevidst. Individuation er således en proces, der kan hele splittelsen mellem det bevidste og det ubevidste.
Individuation er ikke det samme som individualisme eller egoisme. Det menneske, der har kontakt med sit ubevidste, vil bedre kunne opfylde sine pligter over for andre mennesker. Man skal finde sig selv, og derved bliver man bedre i stand til at yde sit specielle bidrag til fællesskabet. Psyken er nemlig grundlæggende indstillet på det kollektive.
Individuationsprocessen indebærer, at ubevidste indhold gøres bevidst, således at man kan forstå dem og bearbejde dem. Man vil derved lære en større del af sin personlighed at kende, og man vil lettere kunne forstå sin adfærd – f.eks. en neurotisk adfærd. Kilden til en neurose findes nemlig i det ubevidste, siger Jung. Med et øget kendskab til den ubevidste psyke vil man bedre være i stand til at løse sine psykiske problemer. Det ubevidste kan dog ikke gøres fuldstændig bevidst. Der er tale om et ideal, som aldrig kan realiseres fuldstændigt. Individuationen er en proces, der aldrig hører op.
Et vigtigt formål med individuationsprocessen er at udligne eventuelle ensidigheder. Hvis man f.eks. i bevidsthedens indstilling er ensidigt intellektuel, har man ofte tillige et underudviklet følelsesliv. Individuationsprocessen giver én mulighed for at afhjælpe denne ensidighed, fordi man konfronteres med sin skygge: det underudviklede følelsesliv.
Målet for individuationen er ikke at blive fuldkommen, men at blive fuldstændig, siger Jung. At blive fuldstændig vil sige at forstå sig selv som den, man nu engang er, og at acceptere sig selv på godt og ondt. Erfaringen af selvet er en erfaring af, at de mange modsætninger i ens liv forenes i en højere helhed. Det betyder ikke, at modsætningerne forsvinder; men de slider ikke længere hinanden op. De sider af ens væsen, der har ligget i krig med hinanden, eller som man hidtil har holdt adskilt i forskellige afdelinger af psyken, fordi de forekom uforenelige, kan nu leve sammen i et dynamisk og frugtbart samspil.

### Religionen
I forbindelse med Jungs tanker om religionen er det vigtigt at skelne mellem Jung som psykologisk videnskabsmand og Jung som privatmand.
Som psykologisk videnskabsmand understreger han, at psykologiens genstand er psyken. Han betragter psykologien som en videnskab, der på et empirisk grundlag beskæftiger sig med det menneskelige sjæleliv og dets forestillinger, og som forsøger at forklare disse forestillinger. Psykologiens genstand er ikke det metafysiske, dvs. det oversanselige der ligger ud over menneskets psyke. Psykologiens genstand er heller ikke det fysiske. Se figur 3.
Jung understreger, at psykologien ikke udtaler sig om, hvorvidt der findes noget metafysisk. Den udtaler sig heller ikke om, hvad dette metafysiske i givet fald er (f.eks. Gud eller engle). Det metafysiske har kun relevans for psykologien for så vidt som mennesket som et psykisk væsen fremsætter udsagn om det metafysiske. Disse udsagn forsøger psykologien så at forklare ud fra psykologiske metoder. Den vil betragte udsagnene som menneskeligt bestemte. Den vil ikke udtale sige om den absolutte sandhed af disse udsagn. For det vil være at bevæge sig ud over psykologiens område og ind på troens område. Når psykologien beskæftiger sig med religionen, beskæftiger den sig kun med den som et psykisk fænomen.
Som privatmand har Jung derimod lov til at bevæge sig ind på troens område og udtale sig om det metafysiske. Det gør han forskellige steder i sit forfatterskab. Her er nogle eksempler:
”Et metafysisk væsen sætter sig i reglen ikke telefonisk i forbindelse med os. Det meddeler sig til mennesket gennem sjælens medium, med andre ord, dets ubevidste. … Hvis man devaluerer det ubevidste, blokerer man de kanaler, gennem hvilke nådens vand flyder.” 
”Gud har selv skabt sjælen og dens arketyper.” 
”Gud har … uden menneskets medvirken lavet et ubegribeligt herligt og tillige uhyggeligt modsigelsesfyldt billede af sig selv og for mennesket lagt det … ind i det ubevidste som en arketype.” 
Gudsarketypen, som er noget psykisk, betragter Jung altså som en afbildning af Gud selv, som er noget metafysisk. Og denne Gud, den metafysiske Gud, har lagt Gudsarketypen ind i menneskets psyke. Den metafysiske Gud har så et sige præget sit billede ind i psyken, ligesom et stempel har præget sit billede ind i en mønt – siger Jung som privatmand. Herefter kan Gudsarketypen så under særlige forhold manifestere sig for jeget som en arketypisk forestilling. Se figur 4.

### Gudsbegrebet
Jung har altså et dobbelt Gudsbegreb: 1) Gud som en arketype i menneskets psyke og 2) Gud som en metafysisk størrelse (Gud selv).
Gudsarketypen beskriver han som den arketype, der har den højeste ladning af psykisk energi. Eller sagt på en anden måde: Det er den arketype, der er ladet med den højeste grad af følelsesintensitet, og som derfor virker kraftigst på jeget. I et brev skriver han:
”Jeg synes, at alle mine tanker kredser om Gud, som planeterne om solen, og, som disse af solen, uimodståeligt bliver tiltrukket af ham.” 
Denne Gudsarketype ser Jung som identisk med selvets arketype. Den opfattelse ser han bekræftet i mystikkens identitetsmotiv – det motiv, der går ud på, at det inderste jeg opleves som identisk med Gud. Identitetsmotivet findes i alle kulturer. Det findes f.eks. både hos den kristne mystiker Meister Eckehart og i den hinduistiske skriftsamling Upanishaderne. Identitetsmotivet er altså kollektivt stof – stof fra det kollektive ubevidste.
Gudsarketypen indeholder betydningerne ”helhed”, ”enhed” og ”modsætningernes sammenfald”. Enheden skal forstås på den måde, at modsætningerne er ophævet som modsætninger og eksisterer i en harmoni.
Samtidig med, at Jung understreger enheden, taler han også om reelle modsætninger i Gudsarketypen. Alle arketyper indeholder modsætningsparret godt og ondt, og det gælder også for Gudsarketypen. Jung vil altså som psykologisk videnskabsmand ikke operere med en dualisme mellem Gudsarketypen og Djævelens arketype. Den psykiske Gud er både god og ond.
Det Gudsbegreb afspejles ifølge Jung særlig tydeligt i Jobs bog i Det Gamle Testamente. Her skildres Gud som både god og ond. Guds onde side træder frem allerede i bogens første kapitel, hvor ”Satan” skildres som en af Guds sønner (Jobs bog, 1,6). Desuden fremgår den onde side af den efter Jungs mening umoralske måde, hvorpå Gud frister Job ved at kaste ham ud i lidelser. Disse lidelser har nemlig ikke et moralsk formål, men tjener alene til at teste hans lydighed mod Gud. (Jobs bog, 1,11-12)
Men når selv Gudsarketypen er både god og ond, hvordan kan man så finde mening i livet? Jung svarer, at meningen ikke består i at overvinde det onde, for det er umuligt. Meningen består i at skabe en forsoning mellem det gode og det onde. Denne forsoning kan man finde, når man siger ”ja” til livet på godt og ondt.
Den indsigt blev særlig tydelig for Jung efter en sygdomsperiode, han havde som 69-årig i 1944. Da fik han den indsigt, at det gælder om at sige ”ja” til sin skæbne. Det gælder om at blive sin uundgåelige skæbne voksen:
”Først efter min sygdom gik det op for mig, hvor vigtigt det er at sige ”ja” til sin skæbne. Først da eksisterer det jeg, som heller ikke svigter, når det ubegribelige sker. Et jeg, som holder ud, som kan tåle sandheden, og som er verden og sin skæbne voksen. Da er man i stand til også at opleve nederlaget som en sejr.” 
Som privatmand mener Jung, at der er en vis korrespondens mellem den psykiske Gud (Gudsarketypen) og den metafysiske Gud. Den psykiske Gud er et billede af den metafysiske Gud. Han sammenligner dette billede med det sansebillede, som øjet har af solen: ”Ligesom øjet svarer til solen, således svarer sjælen til Gud. I alt fald må sjælen have … noget, der svarer til Guds væsen i sig, ellers kunne der aldrig komme en sammenhæng i stand.” . Den metafysiske Gud er altså ikke ”den helt anderledes” (som teologen Karl Barth udtrykker det).

## Arven efter Jung
Jung har haft en stor indflydelse på eftertidens kultur. Han påvirkede områder som drømmetydning, dybdepsykologi, religionspsykologi og spiritualitet. Ikke mindst inden for dybdepsykologi og dybdeterapi har han haft indflydelse og har det stadig. Hans ideer om det kollektive ubevidste og religionens psykologiske betydning har vakt genklang i brede kredse.
Ligeledes har han haft betydning for udviklingen af transpersonlig psykologi, som beskæftiger sig med menneskets åndelige oplevelser. Den tyske psykolog Jürgen Kriz ser Jungs psykologi som en klassisk tilgang til transpersonlig psykologi.
Jung er blevet brugt til kritikken af, men også til fornyelsen af, kristendommen og den kristne spiritualitet, og han påvirkede dialogen mellem verdensreligionerne. Den schweiziske teolog Christoph Morgenthaler (1966–1971) har sagt, at Jung har formået at holde liv i fornemmelsen af det religiøses betydning for mennesket.
Jung har dog spillet en forholdsvis lille rolle i den akademiske psykologi. Hans synspunkter er blandt andet blevet kritiseret af Freud. Kritikken er først og fremmest rettet mod Jungs begreb om det ubevidste, som efter Freuds mening er for bredt. Freud mente, at indholdet af det ubevidste er aftryk af individets oplevelser i dets levetid. Han afviste tanken om en kollektiv arv af psykisk materiale fra forfædrene – og afviste dermed tanken om det kollektive ubevidste. Men så begrænset Jungs indflydelse end har været på den akademiske psykologi, des større har den været uden for den.
Forfatteren og nobelprisvinderen Hermann Hesse, der boede i eksil i Schweiz, var venner med C. G. Jung og fik behandling af ham. I hans roman Demian (fra 1919) behandlede Hesse arketyperne og individuationsprocessen på en litterær måde.
I 2011 udkom filmen En farlig metode (A Dangerous Method), der var instrueret af David Cronenberg og baseret på Christopher Hamptons skuespil The talking cure (2002). Den handler om Jungs liv mellem 1904 og 1913 og fokuserer på hans forhold til Freud samt på hans forhold til Sabina Spielrein, en russisk kvinde, der var hans patient og student, og som senere blev psykoanalytiker.

## Betydning i Danmark
I Danmark har Jung's tanker haft indflydelse på psykoterapi, psykologisk forskning og uddannelse. Mange psykologer, psykoterapeuter og akademikere i Danmark har studeret og integreret Jung's teorier i deres praksis. Analytisk psykologi bruges ofte som en tilgang inden for terapi og rådgivning, og Jung's begreber som individuation og symbolik kan finde anvendelse i forståelsen af menneskelig udvikling og personlig vækst.
Selvom Jung ikke nødvendigvis har haft samme indflydelse som nogle andre psykologiske skikkelser i Danmark, har hans idéer haft en varig og bred påvirkning på psykologien og kulturen globalt, hvilket også inkluderer Danmark.

## Værker
- Om såkaldt okkulte fænomeners psykologi og patologi (1902)
- Diagnostiske associationsstudier: Bidrag til den eksperimentelle psykopatologi (1906)
- Om psykologien i Dementia Praecox (1907)
- Libidoens forvandlinger og symboler (1909-13)
- Septem Sermones ad Mortuos (Syv taler til de døde) (1916)
- Psykologiske typer (1921)
- Jeget og det ubevidste (1928)
- Psykens energetik (1928)
- Nutidens sjæleproblem (1931)
- Det moderne menneske i jagten på en sjæl (1933)
- Sjælens virkelighed (1934)
- Analytisk psykologi (1935)
- Indføring i mytologiens væsen (med Karl Karényi) (1941)
- Psykologi og alkymi (1935)
- Det ubevidste (1943)
- Åndens symbolik (1948)
- Aion (1951)
- Svar på Jobs spørgsmål (1952)
- Mysterium Conciunctionis (1955-56)
- Nutid og fremtid (1957)
- Erindringer, drømme, tanker (1961)